# Koningsprotea
De koningsprotea, ook bekend als de reuzenprotea of honingpot (Protea cynaroides) is een plant uit de familie Proteaceae. De plant is in grote delen van zuidwestelijk en zuidelijk Zuid-Afrika (fynbos) te vinden. 
De bloem is de grootste binnen de familie Proteaceae. De koningsprotea is de nationale bloem van Zuid-Afrika. De plant is het vlaggenschip van het 'Protea Atlas Project' van het Zuid-Afrikaanse Nasionale Botaniese Instituut. Deze ongewone bloem gaat als snijbloem lang mee. Ze is ook als droogbloem geschikt.